# Diplycosia clementium
Diplycosia clementium är en ljungväxtart som beskrevs av Herman Otto Sleumer. Diplycosia clementium ingår i släktet Diplycosia och familjen ljungväxter. Inga underarter finns listade i Catalogue of Life.